# الصياد الجريء
الصياد الجريء مسلسل أنمي ياباني من إنتاج إستديو نيبون أنيميشن تم عرض المسلسل لأول مره في 2 أبريل 1997 واستمر عرضه حتى 24 سبتمبر 1997 . تمت دبلجة المسلسل للغة العربية بواسطة مركز الزهرة وعرض على قناة سبيس تون.

## القصة
تدور احداث القصة حول فتى توفيت والدته، يعيش مع والده في العاصمة، لكن سرعان ما قرر الوالد أن ينتقل إلى الريف، عارض الفتى هذا الأمر بشدة لكن سرعان ما استسلم للواقع. عندما انتقل الفتى مع والده إلى الريف، تم تسجيله في مدرسة القرية، وهناك تعرف على صديقين، وهما يمارسان الصيد ولقد نالت فكرة ممارسة الصيد اعجاب الفتى وأصبح يمارسها مع الصديقين.

## روابط خارجية
- Nippon Animation (باليابانية)
- الصياد الجريء على موقع ANN anime (الإنجليزية)